# Berčinac
Berčinac (izvirno srbsko Берчинац) je naselje v Srbiji, ki upravno spada pod Občino Niš; slednja pa je del Niškega upravnega okraja.

## Demografija
Konec 19. stoletja, leta 1895 je bil Berčinac mala vas z 19 gospodinjstvi z 115 prebivalci. Leta 1930 pa je bilo v Berčincu 28 gospodinjstev z 163 prebivalci.
V naselju, katerega izvirno (srbsko-cirilično) ime je Берчинац, živi 108 polnoletnih prebivalcev, pri čemer je njihova povprečna starost 47,2 let (46,4 pri moških in 47,9 pri ženskah). Naselje ima 51 gospodinjstev, pri čemer je povprečno število članov na gospodinjstvo 2,53.
To naselje je, glede na rezultate popisa iz leta 2002, večinoma srbsko, a v času zadnjih treh popisov je opazno zmanjšanje števila prebivalcev.
|  |

| Demografija | Demografija     | Demografija     |
| Leto        | Št. prebivalcev | Št. prebivalcev |
| ----------- | --------------- | --------------- |
|             |                 |                 |
|             |                 |                 |
|             |                 |                 |
|             |                 |                 |
| 1948        | 227             |                 |
| 1953        | 234             |                 |
| 1961        | 254             |                 |
| 1971        | 194             |                 |
| 1981        | 165             |                 |
| 1991        | 162             | 158             |
| 2002        | 135             | 129             |
|             |                 |                 |

| Etnična sestava po popisu iz leta 2002 | Etnična sestava po popisu iz leta 2002 | Etnična sestava po popisu iz leta 2002 | Etnična sestava po popisu iz leta 2002 | Etnična sestava po popisu iz leta 2002 |
| -------------------------------------- | -------------------------------------- | -------------------------------------- | -------------------------------------- | -------------------------------------- |
| Srbi                                   | Srbi                                   |                                        | 128                                    | 99,22%                                 |
| Hrvati                                 | Hrvati                                 |                                        | 1                                      | 0,77%                                  |
| Neznano                                | Neznano                                |                                        | 0                                      | 0,0%                                   |